# Звездица (област Търговище)
 За другото българско село с име Звездица вижте Звездица (Област Варна).  
Звездица е село в Североизточна България. То се намира в община Омуртаг, област Търговище.

## География
Селото се намира в подножието на Стара планина. На изток от селото се намира язовир Тича. На север от селото преминава река Тича. Землището на селото граничи с Шуменска и Сливенска област. Звездица е село в Герловото. То е полубалканско село, разположено в югоизточната част на котловина Герлово. Почти се допира до Старопланинския риф, на 15 км от Върбишкия проход, между Котленския и Преславския проход. Протежението на Камчийска река е използвана като стратегически път към Котленския, Преславския, Върбишкия и Търговищкия проход.

## История
През 1981 г. махалите Салиоглу, Гюлумахла и Табаклари са отделени от с. Врани кон.
Звездица носело името на някой си Сали, син на Делисюлейман. Той бил приближен на Върбишкия султан Гирай и вършил безброй грабежи и жестокости над кротките жители в района. През 1981 г. махалите Салиоглу, Гюлумахла и Табаклари са отделени от с. Врани кон и е самостоятелно село с име Звездица.
Общината на селото е учредена десет-дванадесет години след Освобождението. Дотогава в Звездица, а и в околните села хората живеели неорганизирано, не са записани нито ражданията, нито умиранията им. За Розината махала (Гюлумахла), също има легенда. Дошли сватбари от Звездица да вземат мома от тази махала и попитали коя е годеницата на тяхното момче. Отговорили им – онази, дето има роза на забрадката. Така името на махалата станала Розина.

## Културни и природни забележителности
Древна джамия.